# اخدود (نجران)

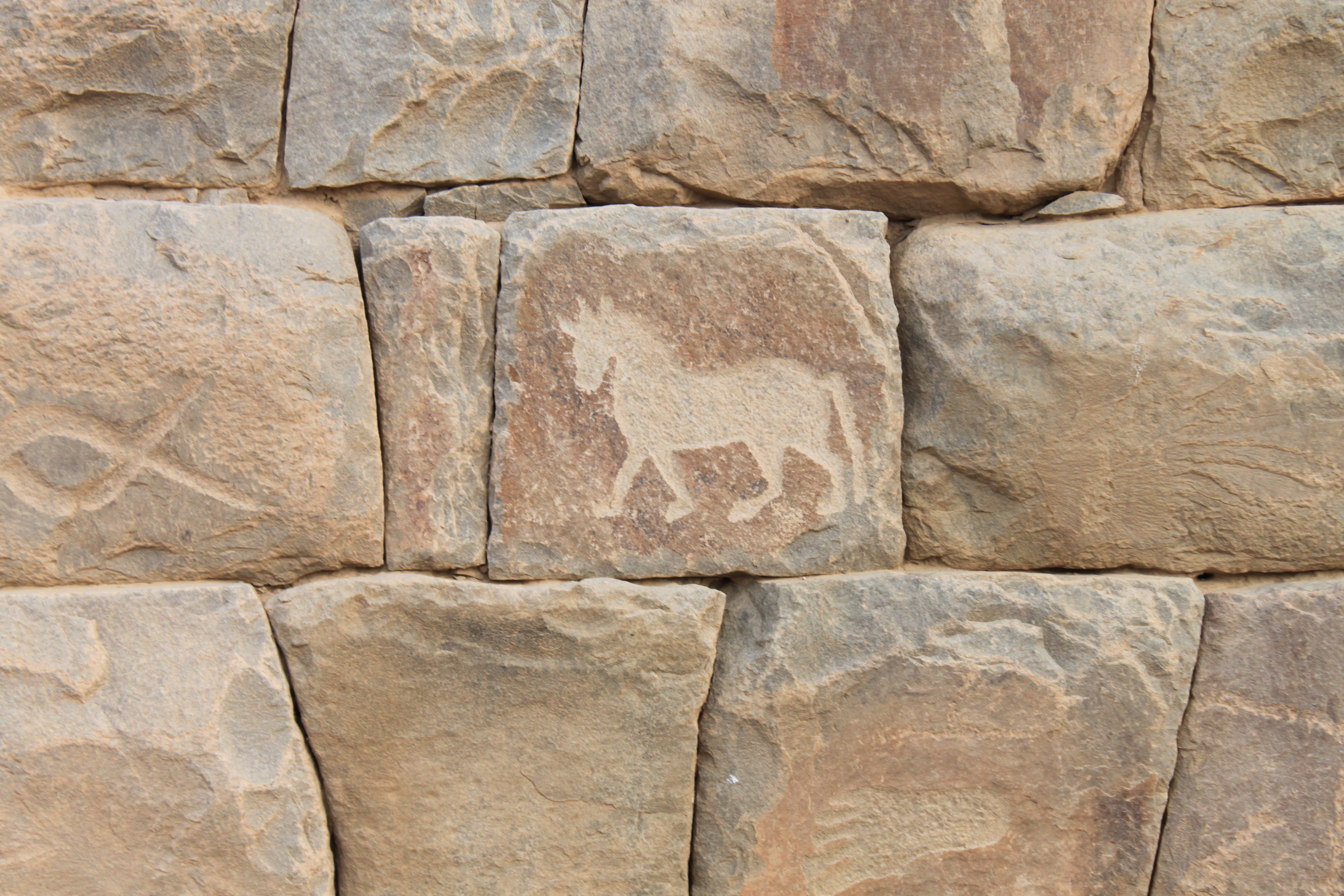
دیواری در شهر قدیمی نجران

 أخدود به عربی (الأُخدود) نام مکانی است در جنوب شهر نجران در کشور عربستان سعودی واز توابع یمن السعید (یمن خوشبخت) در دوران قدیم. نام این مکان در قرآن ودر سوره بروج آمده‌است چنان‌که مردم مؤمنین نجران بدستور تبع «ذونواس » در آتش هولناکی در اخدود سوزانده شدند. مردم نجران به دعوت مبشر و عابد و زاهد وصاحب معجزات فیمیون به دیانیت نصرانیت مسیحی گرویدند، بعد از آنکه مشرک و بت‌پرست بودند.  در آن دوران پادشاه یمن یکی از ملوک یهودی بنام «  یوسف ذی نواس» بود، همچنین گفتند نامش زرعة بن تبان اسعد أبو کرب ولقبش «ذونواس » بود، این پادشاه مردم یمن به زور وادار نمود که پیرو دیانت یهودی شوند. ذی نواس مسیحیان یمن در أخدودی  که در قرآن ذکر شده‌است سوزانده وکشته‌است. 

## شاه ذی نواس و مسیحیان نجران
شاه ذی نواس مؤمنین مسیحیان به دین یهودیت فراخواند، وخطاب به آنان گفت: فقط دو راه در پیش دارید، یا اینکه مذهب ودین من بپذیرید ویهودی شوید و مسیحیت رها کنید، ویا اینکه شماهارا در آتش اخدود می‌سوزانم. مؤمنین مسیحیان راه دوم را اختیار نمودند، و در آتش سوزان أخدود بدستور پادشاه یمن «ذونواس » در سال ۵۲۴ میلادی سوزانده شدند. گفته شده‌است که برخی را یا شمشیر کشته و برخی را مثله کرده و برخی را به آتش سوزاندند و عدد کشته شدگان در آتش را بیست هزار نفر دانسته‌اند.
در هنگام سوزاندن مردم در اخدود، یکی از مسیحیان به نام دوس بن ثعلبان توانست از این کشتار وحشتناک فرار کند ونجات یابد، اسب سواران شاه خواستند او را دستگیر کنند، أما موفق نشدند. دوس بن ثعلبان خودرا به قیصر روم رساند، و برای انتقام جویی قربانیان أخدود از قیصر طلب کمک نمود. چندی بعد قیصر روم با همیاری پادشاه حبشه به انتقام جویی کشته شدگان مسیحیان جیشی به سرپرستی ابرهٔ أشرم به سوی یمن گسیل داشت و یمن را اشغال نمود. این کار «ذونواس » سبب شد که یمن مدت ۷۰ سال تحت نفوذ اشغالگران احباش قرار گیرد. 
یادواره شهادت مسیحیان نجران در تقویم رومی، در ۲۴ اکتبر، در تقویم ارتودکس شرقی (ژاکوبی)، در ۳۱ دسامبر، در تقویم اعراب ملکایت، در ۲ اکتبر، در تقویم سینکساری ارمنی، در ۲۰ اکتبر و در تقویم سنکسار اتیوپیایی، در ۲۲ نوامبر، برگزار می‌گردد. 
منطقهٔ اخدود و همچنین شهر نجران یکی از غنی‌ترین مناطق باستانی در شبه جزیره عربستان است،
در این منطقه آثار باستانی گوناگونی وجود دارد، آثار برجسته أخدود ، نقوش و سنگ نبشته‌های مختلف از دوران باستان، قلعه‌ها، وکاخ‌های شاهان پیشین یمن، هزارها مواقع تاریخی وشگفت انگیز، واحات سر سبز و زیبا واماکن گردشگری مختلف که نظر گردشگران از سایر نقاط دنیا جلب می‌کند و به سوی خود می‌کشاند. از نقاط باستانی آن نقش‌های برجسته أخدود  است که در منطقهٔ آن استخوان‌های مردگان نیز دیده می‌شود. در موزه منطقه سر برنزی شیری نیز به نمایش گذاشته شده‌است.

## تاریخ
این داستان را از دید تاریخی در روزگار پادشاهی ذونواس از شاهان حمیری یمن انگاشته‌اند.  ذونواس که گرایش‌های یهودی داشته مسیحیان آن سامان را می‌آزرده‌است و این آزار مسیحیان از بهانه‌های تازش حبشیان مسیحی به یمن بوده‌است. 
از منابع مختلف مسیحی، اعم از سریانی و حبشی، مجموعه‌ای از اطلاعات به دست می‌آید که در تحلیل تاریخی این رخداد، کارایی شایان توجهی دارد؛ این منابع عبارتند از «نامة سیمون بت آرشام» به رئیس دیر جبله (۵۲۴م)، نیز «کتاب حمیریان» که در آن از حملة مسروق پادشاه کافر حمیر به نجران سخن رفته است، کتاب «اعمال قدیس حارث»، «سرود یوحنای افسوسی» و گزارش یعقوب رهاوی

## داستان اصحاب اخدود در قرآن
این داستان در سوره بروج آیات ۱ تا ۸ چنین آمده‌است:
وَ السَّمَاءِ ذَاتِ الْبرُوجِ، وَ الْیَوْمِ المْوْعُودِ، وَ شَاهِدٍ وَ مَشهْودٍ، قُتِلَ أَصحْابُ الْأُخْدُودِ، النَّارِ ذَاتِ الْوَقُودِ، إِذْ هُمْ عَلَیهْا قُعُودٌ، وَ هُمْ عَلیَ مَا یَفْعَلُونَ بِالْمُؤْمِنِینَ شهُودٌ، وَ مَا نَقَمُواْ مِنهْمْ إِلَّا أَن یُؤْمِنُواْ بِاللَّهِ الْعَزِیزِ الحْمِیدِ
ترجمه تفسیر المیزان: سوگند به آسمان دارای برجهای بسیار و به روز موعود و به همه بینندگان آن روز و به خود آن روز که مشهود همه می‌شود که هلاک شدند ستمگرانی که برای سوزاندن مؤمنین چاله‌هایی پر از آتش می‌ساختند؛ آتشی که برای گیراندنش وسیله‌ای درست کرده بودند؛ در حالی که خودشان برای تماشای ناله و جان دادن و سوختن مؤمنین بر لبه آن آتش می‌نشستند و خود نظاره‌گر جنایتی بودند که بر مؤمنین روا می‌داشتند؛ در حالی که هیچ نقطه ضعفی و تقصیری از مؤمنین سراغ نداشتند؛ بجز اینکه به خدا ایمان آورده بودند.
البته در میان مفسرین بر سر آنکه آیا کافران ایشان را کشتند یا کافران در آن آتش نابود شدند، اختلاف است؛ برای نمونه طبری کشتگان را همان باورمندان زیر شکنجه می‌داند.

## داستان اصحاب اخدود در مثنوی
در دفتر اول مثنوی تحت عنوان «در بیان حکایت پادشاه جهود دیگر که در هلاک دین عیسی جهد کرد» در بند ۳۷ به این داستان اشاره شده‌است:
| یک شه دیگر ز نسل آن جهود      |  | در هلاک قوم عیسی رو نمود         |
| گر خبر خواهی از این دیگر خروج |  | سوره بر خوان، و السما ذات البروج |

و در بند ۳۸ تحت عنوان «آتش افروختن پادشاه و بت را در پهلوی آتش نهادن، که هر که این بت سجده کند، از آتش برهد» آمده‌است:
| آن جهودسگ ببین چه رای کرد      |  | پهلوی آتش، بتی بر پای کرد |
| کانکه این بت را سجود آرد، برَست |  | ور نیارد، در دل آتش نشست  |